# Langørjan
Langørjan este o localitate din comuna Trondheim, provincia Sør-Trøndelag, Norvegia, cu o suprafață de 0,33 km² și o populație de 411 locuitori (2013).